# Золотой глаз (особняк)
«Золотой глаз» — особняк (ныне отель) известного романиста Яна Флеминга в Оракабессе, Ямайка, на северном побережье. Флеминг купил землю, прилегающую к другому известному особняку — Золотые облака, — в 1946 году и построил свой дом на краю скалы с видом на частный пляж.
Построенный по эскизам Флеминга, дом имеет скромную планировку — три спальни с деревянными жалюзи на окнах. Для плавания Флеминг обустроил бассейн. Гостями Флеминга были артисты, музыканты и кинематографисты. Ныне особняк является отелем и курортом, включающим в себя помимо дома Флеминга несколько коттеджей.

## История
Несмотря на очевидное созвучие с соседними Золотыми облаками, Флеминг утверждал, что происхождение названия особняка связано с романом Карсон Маккалерс 1940 года «Блики в золотом глазу» и планом «Золотой глаз», разработанным офицером Флемингом во время Второй мировой войны на случай вторжения нацистов в Гибралтар через Испанию.
Флеминг присоединился к сотрудникам The Sunday Times в 1946 году и стал частью сети корреспондентов газеты по всему миру. Он договорился с редакцией, что январь и февраль каждого года он сможет проводить на Ямайке и писать романы. 17 февраля 1952 года Джеймс Бонд впервые появился на страницах романа «Казино Рояль». В течение следующих четырнадцати лет Флеминг писал все свои романы о Бонде в особняке Золотой глаз.
Ряд фильмов о Бонде, в том числе «Доктор Но» и «Живи и дай умереть», были сняты в окрестностях усадьбы. В 1956 году премьер-министр Великобритании сэр Энтони Иден и его жена Кларисса провели месяц в особняке, так как здоровье Идена пошатнулось в результате Суэцкого кризиса.
В 1976 году, через 12 лет после смерти Яна Флеминга, особняк был продан регги-музыканту Бобу Марли. Через год он продал имение основателю звукозаписывающей компании «Island Records» Крису Блэкуэллу. В 1995 году семнадцатый фильм о Джеймсе Бонде получил название «Золотой глаз». Рядом с особняком находится пляж Джеймса Бонда.